# Шамија
Шамија је танка марама којом жене повезују главу или причвршћују косу, углавном прављена од маркизета. Такође, шамија може бити и украсна капа која се носи преко пунђе, углавном у свечаним приликама.

## Порекло
Шамије су саставни део одеће муслиманки и под њиховим утицајем, у време турске власти у Србији, постале су део и српских народних ношњи. У многим крајевима у Србији марама се носила свакодневно, биле су различитих боја и различито украшене, све у зависности за коју су прилику ношене. У сеоским срединама и данас старије жене носе мараме, углавном су тамнијих боја са пуно цветова. Црна шамија се носи у знак жалости и обично се носи годину дана од смрти покојника.
Мараме су и данас врло популарне, али више као модни детаљ него као обавезни део гардеробе. Праве се од различитих материјала, различитих облика и дезена, а осим на глави носе се и око врата.

## У јужњачкој народној ношњи
Шамије се често везују за јужне крајеве Србије и Врањску народну и градску ношњу. Врањска ношња половином XIX века била је српска са елементима оријента. Врањанци су много пажње обраћали на ношњу, заправо на лепоту свога одела. Посебно су се лепо облачили и дотеривали за игранке и саборе, када се носи најлепше одело и скупоцен накит. У многим народним песмама из јужних крајева Србије детаљно је описивана одећа момака и девојака:
На ноге носев црвене кондурке,
Па опасале шарене футарке,
На грло носев жути ђердани,
На главе носев жуте шамије.
Народна ношња у врањском подручју, у време турске феудалне епохе до ослобођења од Турака 1878. године, дели се на две главне групе: сеоску и варошку ношњу. Сеоска ношња има неколико типова, на пример: пчињска народна ношња, ношња врањског Поморавља, пољаничка народна ношња, клисуричка народна ношња и власинска народна ношња. Варошка народна ношња има само тип врањске варошке ношње.
Врањанке су носиле шамије да би повезале косу, често су биле беле боје и њих су носиле млађе жене и девојке. Оваква марама се још назива и повезача, а ношена је и бошча. Квалитет и изглед целокупне ношње зависио је од имовинског статуса и положаја, то се односило и на шамије. Млађе девојке су умеле да иза ува, испод мараме, носе цвеће и тако се ките, а често су мараме ношене и како се не би покварила фризура приликом неког посла. Приликом обављања кућних послова жене су увек носиле шамију или бошчу. Ромкиње су такође носиле шамије и то најчешће жуте боје. Дечја ношња се није претерано разликовала од ношње за одрасле, тако се и девојчицама на глави забрађивала танка марама — шамија. Било је и дечјих бошчи, које би се са једног краја задигле и заденуле за појасом.